# Língua huave
A língua huave é uma língua isolada falada pelos nativos do povo huave da costa pacífica do estado mexicano de Oaxaca.
Esta língua é falada por aproximadamente 18 000 pessoas em quatro povoações do istmo de Tehuantepec, no sudeste do referido estado (ver tabela abaixo). Os huaves de San Mateo del Mar - que se autodenominam ikoots, que significa "nós" - referem-se à sua língua como ombeayiiüts,, que significa "a nossa língua". O termo huave é de origem zapoteca.
Apesar de terem sido propostas relações genéticas entre a língua huave e várias famílias linguísticas, não foi ainda possível concretizar nenhuma delas e o huave continua a ser considerado um idioma isolado (Campbell 1997 pg. 161). Paul Radin propôs uma ligação entre o huave e as línguas maias e mixe-zoqueanas, enquanto Morris Swadesh propôs uma ligação com as línguas otomangueanas, mas ambas se mostraram inconclusivas.
Apesar de continuar a ser utilizada na maioria dos domínios da vida social em pelo menos duas das quatro povoações onde ainda é falado, é considerada uma língua ameaçada e recentemente têm sido levados a cabo vários projectos no seio das comunidades huaves tendo em vista a revitalização deste idioma, sobretudo por universidades estado-unidenses.

## Fonologia do huave
O huave de San Mateo del Mar é parcialmente tonal, distinguindo entre tons altos e baixos exclusivamente nas penúltimas sílabas. O huave é uma das duas línguas mesoamericanas que não possui uma paragem glotal fonémica (a outra é a língua purépecha).
Abaixo apresenta-se o inventário fonémico, reconstruído para o ancestral comum das quatro variedades actuais do huave, como apresentado por Campbell (1997):
Consoantes — [p, t, ʦ, k, kʷ, mb, nd, ŋɡ, ɡʷ, s, l, r, w, h] (e [ɾ, j, ð] como fonemas marginais)
Vogais — [i, e, a, ɨ, o, u] (+ duração da vogal, tom alto ou baixo).
A reduplicação é um processo fonológico muito produtivo no huave.

## Dialectos
O huave é falado nas quatro povoações costeiras de San Francisco del Mar, San Dionisio del Mar, San Mateo del Mar e Santa Catarina del Mar. A mais vibrante destas em termos linguísticos é San Mateo del Mar, que até há pouco tempo permanecia relativamente isolada. A atitude negativa de muitos dos seus falantes relativamente à sua própria língua e a forte pressão social exercida pela língua espanhola dominante são as principais ameaças à sobrevivência desta língua.
| Dialecto e local      | Número de falantes (aprox.) | ISO 639-3 (SIL) |
| --------------------- | --------------------------- | --------------- |
| San Dionisio del Mar  | 5.000                       | hve             |
| San Francisco del Mar | 900                         | hue             |
| San Mateo del Mar     | 12.000                      | huv             |
| Santa María del Mar   | 500                         | hvv             |